# スレイド・ヒースコット
ザカリー・スレイド・ヒースコット（Zachary Slade Heathcott, 1990年9月28日 - ）は、アメリカ合衆国テキサス州ボウイ郡テクサーカナ出身のプロ野球選手（外野手）。左投左打。MLB・オークランド・アスレチックス傘下所属。

## 経歴

### プロ入りとヤンキース時代
2009年のMLBドラフト1巡目（全体29位）でニューヨーク・ヤンキースから指名され、8月22日に契約。この年は傘下のルーキー級ガルフ・コーストリーグ・ヤンキースでプロデビュー。3試合に出場して打率.100だった。
2010年はA級チャールストン・リバードッグスでプレーし、76試合に出場して打率.258・2本塁打・30打点・15盗塁の成績を残した。
2011年はA級チャールストンで52試合に出場後、6月にA+級タンパ・ヤンキースに昇格。しかし肩の負傷で1試合のみの出場にとどまった。A級チャールストンでは52試合に出場して打率.271・4本塁打・16打点・6盗塁の成績を残した。
2012年は肩の怪我により出遅れ、6月にルーキー級ガルフ・コーストリーグで復帰。5試合に出場後、A+級タンパへ昇格。A+級タンパでは60試合に出場して打率.307・5本塁打・27打点・17盗塁の成績を残した。オフに教育リーグのアリゾナ・フォールリーグに参加し、スコッツデール・スコーピオンズに所属した。
2013年はAA級トレントン・サンダーでプレーし、103試合に出場して打率.261・8本塁打・49打点・15盗塁の成績を残した。オフの11月20日にヤンキースとメジャー契約を結び、40人枠入りを果たした。
2014年3月12日にAAA級スクラントン・ウィルクスバリ・レイルライダースへ異動した。この年はAA級トレントンでプレーしたが、膝の故障で9試合に出場にとどまり、打率.182・1打点だった。オフの12月3日にノンテンダーFAとなった。
2015年1月5日にヤンキースとマイナー契約で再契約した。5月20日にメジャー初昇格を果たし、同日のワシントン・ナショナルズ戦で代走で起用され、メジャーデビュー。25日のカンザスシティ・ロイヤルズ戦ではメジャー初本塁打を放った。この年は17試合に出場しただけだったが、打率.400・長打率.720・OPS1.149という好成績を残し、圧倒的な打棒を発揮した。守備面では、右翼手を9試合、中堅手を8試合で守り、いずれのポジションでも失策なしで乗り越えた。
2016年3月22日、マイナー・オプションでAAA級スクラントン・ウィルクスバリへ配属された。5月26日に自由契約となった。

### ホワイトソックス傘下時代
2016年6月14日にシカゴ・ホワイトソックスとマイナー契約を結んだ。移籍後は傘下のルーキー級アリゾナリーグ・ホワイトソックスとAAA級シャーロット・ナイツでプレーし、移籍前を含めた3球団合計で64試合に出場して打率.254・4本塁打・26打点・4盗塁の成績を残した。オフの11月7日にFAとなった。

### ジャイアンツ傘下時代
2017年2月18日にサンフランシスコ・ジャイアンツとマイナー契約を結んだ。この年は傘下のAA級リッチモンド・フライングスクウォーレルズとAAA級サクラメント・リバーキャッツでプレーし、2球団合計で114試合に出場して打率.267・14本塁打・41打点・11盗塁の成績を残した。オフの11月6日にFAとなった。

### アスレチックス傘下時代
2018年1月10日にオークランド・アスレチックスとマイナー契約を結び、スプリングトレーニングに招待選手として参加することになった。

## 詳細情報

### 年度別打撃成績
| 年 度    | 球 団    | 試 合 | 打 席 | 打 数 | 得 点 | 安 打 | 二 塁 打 | 三 塁 打 | 本 塁 打 | 塁 打 | 打 点 | 盗 塁 | 盗 塁 死 | 犠 打 | 犠 飛 | 四 球 | 敬 遠 | 死 球 | 三 振 | 併 殺 打 | 打 率 | 出 塁 率 | 長 打 率 | O P S |
| -------- | -------- | ----- | ----- | ----- | ----- | ----- | -------- | -------- | -------- | ----- | ----- | ----- | -------- | ----- | ----- | ----- | ----- | ----- | ----- | -------- | ----- | -------- | -------- | ----- |
| 2015     | NYY      | 17    | 30    | 25    | 6     | 10    | 2        | 0        | 2        | 18    | 8     | 0     | 1        | 0     | 1     | 2     | 0     | 0     | 5     | 0        | .400  | .429     | .720     | 1.149 |
| MLB：1年 | MLB：1年 | 17    | 30    | 25    | 6     | 10    | 2        | 0        | 2        | 18    | 8     | 0     | 1        | 0     | 1     | 2     | 0     | 0     | 5     | 0        | .400  | .429     | .720     | 1.149 |

- 2017年度シーズン終了時

### 背番号
- 55（2015年 - 同年途中）
- 72（2015年途中 - 同年終了）